# Palaeostomatidae
Famille
Les Palaeostomatidae sont une famille d'oursins irréguliers de l'ordre des Spatangoida.

## Caractéristiques
Ce sont des oursins irréguliers dont la bouche et l'anus se sont déplacés de leurs pôles pour former un « avant » et un « arrière ». La bouche se situe donc dans le premier quart de la face orale, et l'anus se trouve à l'opposé, tourné vers l'arrière. La coquille (appelée « test ») s'est également allongée dans ce sens antéro-postérieur.
Ces différentes espèces partagent les caractéristiques suivantes :
- le disque apical est ethmolytique, avec deux gonopores (pas sur les plaques génitales antérieures). La plaque labrale est allongée, s'étendant jusqu'à la 2e ou 3e plaque ambulacraire ;
- les plaques sternales sont symétriques et leurs plaques épisternales écartées ;
- un fasciole est présent à la périphérie des pétales, indenté dans une plaque derrière les pétales antérieurs ;
- les ambulacres antérieurs sont amphiplaqués, les interambulacres latéraux méridosternés ;
- les zones ambulacraires ne sont pas très pincées quand elles traversent le fasciole[1].

Les genres Ditremaster † et Palaeostoma ont un péristome pentagonal, fermé par cinq plaques triangulaires, fait unique chez les oursins ; cette particularité n'est cependant pas présente sur les autres genres de cette famille, qui se différencient par les caractéristiques de leur disque apical et de leurs fascioles.
Cette famille semble être apparue à l'Éocène. On n'en compte plus que deux espèces vivantes à l'heure actuelle.

## Liste des genres
Selon World Register of Marine Species (13 mars 2021) :
- genre † Ditremaster Munier-Chalmas, 1885
- genre Palaeostoma Lovén in A. Agassiz, 1872 -- 1 espèce actuelle
- genre Sarsiaster Mortensen, 1950 -- 1 espèce
- genre † Trachyaster Pomel, 1869